# Lista de países da África por PIB
Produto Interno Bruto (PIB) é o valor de mercado de todos os bens e serviços finais de uma nação em um determinado ano. Os países na África são classificados de acordo com os dados do Fundo Monetário Internacional.
Os números aqui apresentados não levam em conta as diferenças no custo de vida em diferentes países, e os resultados podem variar muito de um ano para outro com base nas flutuações da taxa de câmbio moeda do país. Tais flutuações podem mudar a classificação de um país de um ano para o outro, embora muitas vezes façam pouca ou nenhuma diferença no padrão de vida de sua população.
Alguns países podem ter cidadãos que são, em média, ricos. Estes países/regiões podem aparecer nesta lista como tendo um PIB pequeno. Isso porque o país/região listado tem uma população pequena e, portanto, economia total pequena; o PIB é calculado como a população calcula o valor de mercado dos bens e serviços produzidos por pessoa no país.
Esses números devem, portanto, ser usados com cautela.
Comparações de riqueza nacional também são frequentemente feitas com base na Paridade do poder de compra (PPC), para ajustar as diferenças no custo de vida em diferentes países. A PPC remove em grande parte o problema da taxa de câmbio, mas tem suas próprias desvantagens; não reflete o valor da produção econômica no [comércio internacional], e também requer mais estimativa do que o PIB nominal. No geral, os números de PPC per capita são mais estreitamente distribuídos do que os valores nominais do PIB per capita.

## PIB per capita

Mapa da África até 2008 PIB nominal (bilhões de USD)
>200
100–200
50–100
20–50
10–20
5–10
1–5
<1

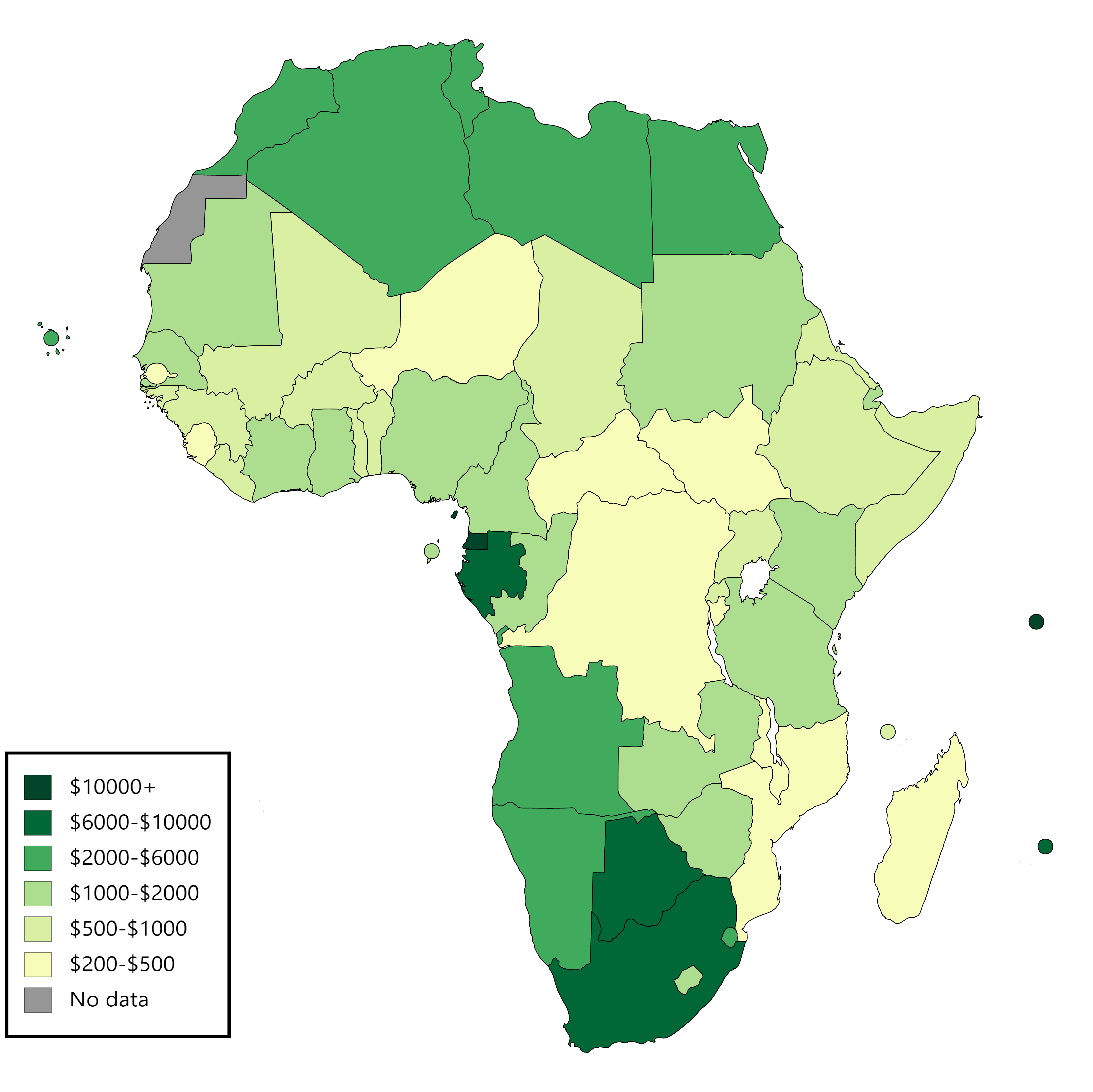
Mapa da África até 2017 PIB nominal per capita (USD)

As estimativas de 2017 são as seguintes:
PIB (nominal) da África 2017
| Colocação | País                           | PIB - per capita (USD) | Data da Informação |
| --------- | ------------------------------ | ---------------------- | ------------------ |
| 1         | Seicheles                      | 13997                  | 2017 est.          |
| 2         | Guiné Equatorial               | 11486                  | 2017 est.          |
| 3         | Ilhas Maurícias                | 10186                  | 2017 est.          |
| 4         | Gabão                          | 9442                   | 2017 est.          |
| 5         | África do Sul                  | 7524                   | 2017 est.          |
| 6         | Botswana                       | 7523                   | 2017 est.          |
| 7         | Líbia                          | 7314                   | 2017 est.          |
| 8         | Namíbia                        | 5854                   | 2017 est.          |
| 9         | Argélia                        | 4825                   | 2017 est.          |
| 10        | Tunísia                        | 4303                   | 2017 est.          |
| 11        | Essuatíni                      | 3914                   | 2017 est.          |
| 12        | Cabo Verde                     | 3536                   | 2017 est.          |
| 13        | Angola                         | 3484                   | 2017 est.          |
| 14        | Marrocos                       | 3292                   | 2017 est.          |
| 15        | Egito                          | 2785                   | 2017 est.          |
| 16        | República do Congo             | 2576                   | 2017 est.          |
| 17        | República Democrática do Congo | 2576                   | 2017 est.          |
| 18        | Nigéria                        | 2412                   | 2017 est.          |
| 19        | Sudão                          | 1959                   | 2017 est.          |
| 20        | Gana                           | 1813                   | 2017 est.          |
| 21        | Zâmbia                         | 1646                   | 2017 est.          |
| 22        | Costa do Marfim                | 1632                   | 2017 est.          |
| 23        | Djibuti                        | 1579                   | 2015 est.          |
| 24        | Camarões                       | 1503                   | 2017 est.          |
| 25        | Lesoto                         | 1409                   | 2017 est.          |
| 26        | São Tomé e Príncipe            | 1305                   | 2017 est.          |
| 27        | Mauritânia                     | 1305                   | 2017 est.          |
| 28        | Quênia                         | 1169                   | 2017 est.          |
| 29        | Senegal                        | 1134                   | 2017 est.          |
| 30        | Zimbabwe                       | 927                    | 2017 est.          |
| 31        | Tanzânia                       | 900                    | 2017 est.          |
| 32        | Benim                          | 859                    | 2017 est.          |
| 33        | Guiné                          | 856                    | 2017 est.          |
| 34        | Chade                          | 823                    | 2017 est.          |
| 35        | Comores                        | 769                    | 2017 est.          |
| 36        | Ruanda                         | 765                    | 2017 est.          |
| 37        | Mali                           | 762                    | 2017 est.          |
| 38        | Burquina Fasso                 | 688                    | 2017 est.          |
| 39        | Uganda                         | 666                    | 2017 est.          |
| 40        | Guiné-Bissau                   | 604                    | 2017 est.          |
| 41        | Somália                        | 600                    | 2017 est.          |
| 42        | Togo                           | 577                    | 2017 est.          |
| 43        | Etiópia                        | 549                    | 2017 est.          |
| 44        | Gâmbia                         | 534                    | 2017 est.          |
| 45        | Moçambique                     | 519                    | 2017 est.          |
| 46        | Eritreia                       | 514                    | 2017 est.          |
| 47        | Malawi                         | 486                    | 2017 est.          |
| 48        | Serra Leoa                     | 462                    | 2017 est.          |
| 49        | Madagáscar                     | 421                    | 2017 est.          |
| 50        | Níger                          | 395                    | 2017 est.          |
| 51        | Libéria                        | 352                    | 2008 est.          |
| 52        | República Centro-Africana      | 335                    | 2017 est.          |
| 53        | Burundi                        | 212                    | 2008 est.          |
| -         | Saara Ocidental                | -                      | -                  |

## PIB
Os números são obtidos a partir da notificação das regiões relatadas PIB, e convertido para o dólar internacional é estimado através da Paridade de poder de compra (PPC) das taxas de câmbio.
| Colocação | País                           | PIB (Million USD) | Data da informação |
| --------- | ------------------------------ | ----------------- | ------------------ |
| 1         | Egito                          | $ 900,675         | 2008 est.          |
| 2         | África do Sul                  | $ 703,709         | 2008 est.          |
| 3         | Argélia                        | $ 298,448         | 2008 est.          |
| 4         | Nigéria                        | $ 216,245         | 2008 est.          |
| 5         | Marrocos                       | $ 210,875         | 2008 est.          |
| 6         | Sudão                          | $ 129,447         | 2008 est.          |
| 7         | Tunísia                        | $ 107,185         | 2008 est.          |
| 8         | Etiópia                        | $ 106,602         | 2008 est.          |
| 9         | Líbia                          | $ 93,402          | 2008 est.          |
| 10        | Moçambique                     | $ 91,825          | 2008 est.          |
| 11        | Gana                           | $ 77,974          | 2008 est.          |
| 12        | República Democrática do Congo | $ 60,165          | 2008 est.          |
| 13        | Uganda                         | $ 57,886          | 2008 est.          |
| 14        | Quênia                         | $ 54,653          | 2008 est.          |
| 15        | Camarões                       | $ 45,777          | 2008 est.          |
| 16        | Tanzânia                       | $ 37,031          | 2008 est.          |
| 17        | Angola                         | $ 35,781          | 2008 est.          |
| 18        | Costa do Marfim                | $ 34,155          | 2008 est.          |
| 19        | Botswana                       | $ 28,454          | 2008 est.          |
| 20        | Zimbabwe                       | $ 28,098          | 2007 est.          |
| 21        | Senegal                        | $ 27,435          | 2008 est.          |
| 22        | Guiné Equatorial               | $ 26,428          | 2008 est.          |
| 23        | Guiné                          | $ 25,650          | 2008 est.          |
| 24        | Burquina Fasso                 | $ 22,132          | 2008 est.          |
| 25        | Madagáscar                     | $ 21,787          | 2008 est.          |
| 26        | Namíbia                        | $ 20,100          | 2008 est.          |
| 27        | Mali                           | $ 19,209          | 2008 est.          |
| 28        | Ilhas Maurícias                | $ 19,015          | 2008 est.          |
| 29        | Chade                          | $ 17,861          | 2008 est.          |
| 30        | Zâmbia                         | $ 15,168          | 2008 est.          |
| 31        | Ruanda                         | $ 15,155          | 2008 est.          |
| 32        | Níger                          | $ 14,485          | 2008 est.          |
| 33        | Benim                          | $ 12,217          | 2008 est.          |
| 34        | Gabão                          | $ 11,726          | 2008 est.          |
| 35        | Malawi                         | $ 10,737          | 2008 est.          |
| 36        | Togo                           | $ 10,544          | 2008 est.          |
| 37        | Mauritânia                     | $ 7,962           | 2008 est.          |
| 38        | Essuatíni                      | $ 6,537           | 2008 est.          |
| 39        | Lesoto                         | $ 6,241           | 2008 est.          |
| 40        | Serra Leoa                     | $ 5,991           | 2008 est.          |
| 41        | Burundi                        | $ 5,913           | 2008 est.          |
| 42        | República do Congo             | $ 5,774           | 2008 est.          |
| 43        | República Centro-Africana      | $ 5,733           | 2008 est.          |
| 44        | Somália                        | $ 5,575           | 2007 est.          |
| 45        | Eritreia                       | $ 5,068           | 2008 est.          |
| 46        | Cabo Verde                     | $ 4,271           | 2008 est.          |
| 47        | Gâmbia                         | $ 4,114           | 2008 est.          |
| 48        | Djibuti                        | $ 2,194           | 2008 est.          |
| 49        | Libéria                        | $ 1,498           | 2007 est.          |
| 50        | Guiné-Bissau                   | $ 1,362           | 2008 est.          |
| 51        | Seicheles                      | $ 1,921           | 2008 est.          |
| 52        | Comores                        | $ 1,391           | 2008 est.          |
| 53        | São Tomé e Príncipe            | $ 616             | 2008 est.          |
| -         | Saara Ocidental                | N/A               |                    |
|           | Total                          | 3,178,132         |                    |